# Матьє Пеберн
Матьє Пеберн (фр. Mathieu Peybernes, нар. 21 жовтня 1990, Тулуза) — французький футболіст, захисник кіпрського клубу «Аполлон». Відомий за виступами в низці французьких та закордонних клубів, а також у складі молодіжної збірної Франції.

## Клубна кар'єра
Матьє Пеберн розпочав виступи в дорослому футболі з 2007 року в другому складі французької команди «Сошо», з 2009 року розпочав грати в головній команді клубу. У 2014 році футболіст перейшов до іншого французького клубу «Бастія», в якому грав до 2017 року. У 2017 році він став гравцем клубу «Лор'ян», проте за короткий час футболіста відправили в оренду до турецького клубу «Гезтепе», а пізніше до бельгійського «Ейпена» та іспанського «Спортінга».
У 2019 році Матьє Пеберн вже на поствйній основі перейшов до іспанського клубу «Альмерія», проте й у його складі не закріпився, провівши до 2021 року лише 4 матчі в складі команди, майже весь час граючи в оренді в інших іспанських командах «Луго» і «Реал Сарагоса». Сезон 2021—2022 років футболіст провів на умовах постійного контракту в іспанському клубі «Малага».
На початку сезону 2022—2023 років Матьє Пеберн став гравцем кіпрського клубу «Аполлон».

## Виступи за збірні
2007 року дебютував Матьє Пеберн у складі юнацької збірної Франції (U-18), загалом на юнацькому рівні взяв участь у 9 іграх. 2011 року футболіст залучався до складу молодіжної збірної Франції, на молодіжному рівні зіграв у 2 матчах.

## Титули і досягнення
- Володар Суперкубка Кіпру (1):

«Аполлон»: 2022